# You'll Find Out
You'll Find Out is een komediemusical uit 1940 van David Butler. Peter Lorre, de orkestleider Kay Kyser en de horrorsterren Béla Lugosi en Boris Karloff spelen de hoofdrollen.
Op de 13de Oscaruitreiking op 27 februari 1941 werd het nummer I'd Know You Anywhere uit de film genomineerd voor de Oscar voor beste originele nummer. Het lied werd gecomponeerd door Jimmy McHugh en de tekst is van Johnny Mercer.

## Plot
Kay Kyser en zijn band worden uitgenodigd om op te treden voor de verjaardag van de rijke erfgename Janis Bellacrest (Helen Parrish). Iemand in het griezelige tehuis wil de jongedame echter vermoorden. Kyser en Chuck Deems (Dennis O'Keefe) gaan op onderzoek uit.

## Cast
| Acteur          | Personage                  |
| --------------- | -------------------------- |
| Kay Kyser       | zichzelf                   |
| Peter Lorre     | Professor Karl Fenninger   |
| Boris Karloff   | rechter Spencer Mainwaring |
| Béla Lugosi     | prins Saliano              |
| Helen Parrish   | Janis Bellacrest           |
| Dennis O'Keefe  | Chuck Deems                |
| Alma Kruger     | tante Margo Bellacrest     |
| Joseph Eggenton | butler Jurgen              |
| Harry Babbitt   | zichzelf                   |
| Ginny Simms     | zichzelf                   |
| Ish Kabibble    | zichzelf                   |
| Sully Mason     | zichzelf                   |